# قره‌قویونلو
قره‌قویونلو یا قراقویونلو (به ترکی آذربایجانی: Qaraqoyunlular) دودمانی‌  ترکمان و مسلمان بود که نزدیک به صد سال (از ۷۸۰ تا ۸۷۴ ه‍.ق) بر بخش های از ایران، شرق آناتولی و قفقاز حکمرانی کردند. خانوادهٔ حاکم قراقویونلو از قبیلهٔ ییوا، به ویژه ایل بهارلو بودند. آن‌ها از طوایفی بودند که هنگام حملهٔ مغول مساکن خود را حوالی دریاچهٔ خوارزم ترک کرده، به کشور ایران آمدند و هر طایفه از آنان در جایی استقرار یافتند. هنگامی که دولت ایلخانان مغول منقرض شد، ترکمانان هم مانند سایر طوایف ترک از فرصت استفاده کرده صاحب قدرت شدند. این قبیله در شمال‌شرقی دریاچهٔ وان با مرکزیت ارچیش به قدرت رسیدند.

## ریشه‌شناسی نام

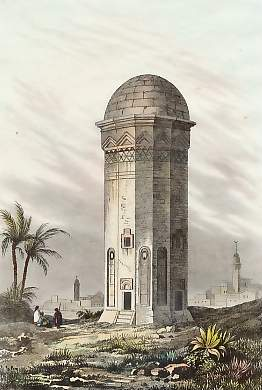
نگاره‌ای از آرامگاه امیران قراقویونلو پیش از تخریب

قراقویونلو واژه‌ای زبان‌های ترکی (مرکب از: قره + قویون + لو) و به معنی «صاحبان گوسفندهای سیاه» است. این واژه بسته به لهجهٔ محلی گوینده، قره‌قویونلو یا قاراقویونلو هم تلفظ و نوشته می‌شود.
نام قراقویونلوها نخستین‌بار در تاریخ در دورهٔ پیش از دودمان صفویان مطرح گردیده‌است. قراقویونلوها که ترکمان بودند ابتدا تحت فرمان دودمان مغولی جلایری‌ها در تبریز و بغداد بودند. اما در سال ۱۳۷۵ قرا یوسف رهبر قراقویونلوها در پی شورشی علیه جلایری‌ها استقلال خود را از جلایری‌ها اعلام کرد و کنترل آذربایجان، موصل و بغداد را به دست گرفت. تیموریان در حوالی ۱۴۰۰ قرا یوسف را شکست داده و قرایوسف به مصر متواری شد. او پس از مدتی و در ۱۴۰۶ با کمک حاکمان وقت مصر(مملوک‌ها)، دوباره کنترل تبریز را به‌دست‌آورد. دولت قراقویونلو در بخش مهمی از سرزمین ایران شامل خوزستان، کرمان، فارس و هرات حضور داشت. واپسین فرمانروای قره‌قویونلو جهانشاه قراقویونلو نام داشت که اوزون حسن از دودمان آق‌قویونلو او را شکست داد و او را به همراه پسرش کشت.

## پیشینه و ظهور
ترکمن‌های قره‌قویونلو در ابتدا از حدود سال ۱۳۷۵ میلادی، زمانی که رهبر قبیله اصلی آنها بر موصل حکومت می‌کرد، دست‌نشاندگان حکومت جلایریان در بغداد و تبریز بودند. اما بر ضد جلایریان قیام کردند و با فتح تبریز توسط قرایوسف استقلال خود را از سلسله آل جلایر تأمین کردند.
در سال ۱۴۰۰، امپراتوری تیموری به رهبری تیمورلنگ، قره‌قویونلوها را شکست داد و قرایوسف به مصر گریخت و به سلطنت ممالیک پناه برد. قره یوسف مورد استقبال شیخ محمود، نایب دمشق، قرار گرفت. اندکی بعد سلطان جلایری احمد جلایر نیز به دمشق آمد. الناصر فرج که نمی‌خواست روابط با تیمور را بدتر کند، پذیرفت که قرایوسف و احمد جلایر را بگیرد و به او تحویل دهد. این دو رهبر در زندان با هم دوستی خود را تجدید کردند و توافق کردند که احمد جلایر باید بغداد را حفظ کند و قرایوسف آذربایجان را حفظ کند. احمد همچنین پیربوداغ پسر قرایوسف را به فرزندی پذیرفت. هنگامی که تیمور در سال ۱۴۰۵ میلادی درگذشت، ناصر فرج هر دو را آزاد کرد. با این حال، به گفته فاروق سومر، آنها به دستور والی شورشی دمشق، شیخ محمود آزاد شدند.
قرایوسف پس از بازگشت از تبعید، عزالدین شیر، فرماندار تیموری وان را وادار به تسلیم کرد. در حالی که آلتامیش، نایب‌السلطنه دیگری را که تیمور گماشته بود، دستگیر و به باروق فرستاد. او بعداً به سرزمین‌های آذربایجان رفت. او در ۱۴ مهر ۱۴۰۶ در جنگ نخجوان، ابوبکر تیموری را شکست داد و تبریز را دوباره اشغال کرد. ابوبکر و پدرش میران‌شاه برای بازپس‌گیری آذربایجان تلاش کردند؛ اما در ۲۰ آوریل ۱۴۰۸ قرایوسف در جنگ سردرود که در آن میران‌شاه کشته شد، شکست قاطعی بر آنها وارد کرد. در پاییز ۱۴۰۹ قرایوسف وارد تبریز شد و گروهی مهاجم به شروان به ویژه شکی فرستاد که بی‌نتیجه ماند.
در سال ۱۴۱۰ میلادی، قره‌قویونلوها بغداد را تصرف کردند. استقرار یک خط فرعی قره‌قویونلو در آنجا سقوط جلایریان را که زمانی به آنها خدمت می‌کردند، تسریع کرد. با وجود جنگ داخلی بین نوادگان قرایوسف پس از مرگ او در سال ۱۴۲۰، دولت قره‌قویونلو پس از قرایوسف فروپاشید. پس از مرگ قرایوسف در دسامبر ۱۴۲۰، شاهرخ سعی کرد آذربایجان را از اسکندر پسر قرایوسف بگیرد، زیرا هیچ‌یک از پسرانش پدرش را همراهی نمی‌کردند. تیموریان علیرغم شکست اسکندر، دو بار در سال‌های ۱۴۲۰–۱۴۲۱ و ۱۴۲۹، تنها در سومین لشکرکشی شاهرخ میرزا در سال‌های ۱۴۳۴–۳۵ موفق شدند، زمانی که او حکومت را به برادر خود اسکندر، جهانشاه (۱۴۳۶–۱۴۶۷) به‌عنوان تابع خود سپرد. در سال ۱۴۳۶ میلادی از شاهرخ کمک گرفت تا اسکندر را شکست دهد و تاج و تخت را برای خود تصاحب کند. او همچنین توسط گوهرشاد پذیرفته شد و در ۱۹ آوریل ۱۴۳۸ تاجگذاری کرد و لقب مظفرالدین را گرفت.

## فروپاشی
در سال ۱۴۱۰ میلادی، ارمنستان تحت کنترل قره قویونلوها قرار گرفت. منابع اصلی ارمنی موجود در این دوره از تاریخ‌نگار توما متسوپتسی و چندین کولوفون گرفته تا نسخه‌های خطی معاصر آمده‌است. به گزارش توما، اگرچه قره‌قویونلوها مالیات‌های سنگینی از ارمنی‌ها می‌گرفتند، اما سال‌های اولیهٔ حکومت آنها نسبتاً آرام بود و شهرها بازسازی شدند. ولی این دورهٔ صلح‌آمیز با ظهور قره اسکندر، که بنا به گزارش‌ها، «ارمنستان را بیابان کرد» و آن را در معرض «ویرانی، غارت، کشتار و اسارت» قرار داد، از بین رفت. جنگ‌های اسکندر با تیموریان و شکست نهایی توسط تیموریان باعث ویرانی بیشتر در ارمنستان شد، زیرا بسیاری از ارمنی‌ها به اسارت گرفته شده و به بردگی فروخته شدند و زمین در معرض غارت آشکار قرار گرفت و بسیاری از آنها مجبور به ترک منطقه شدند. اسکندر با گماشتن ارمنی از خانواده‌ای اصیل به نام رستم به عنوان یکی از مشاوران خود تلاش کرد تا با ارمنی‌ها آشتی کند.
هنگامی که تیموریان حملهٔ نهایی خود را به منطقه آغاز کردند، جهانشاه، برادر اسکندر را متقاعد کردند که به برادرش بپردازد. جهانشاه سیاست آزار و اذیت ارمنی‌ها در سیونیک را در پیش گرفت. نوشته‌های خطی ارمنی، غارت کردن صومعه تاتف توسط نیروهایش را در دست‌نوشته‌ها درج کرده‌است. اما او نیز به دنبال نزدیکی با ارمنی‌ها، به واگذاری زمین به فئودال‌ها، بازسازی کلیساها، و تصویب انتقال مقر جاثلیق کلیسای حواری ارمنی به کلیسای جامع اچمیادزین در سال ۱۴۴۱ میلادی پرداخت و ارمنی‌ها را از اسارت درآورد زیرا کشور شاهد ویرانی‌های بیشتر در سال‌های پایانی مبارزات ناکام جهانشاه با آق‌قویونلوها بود.

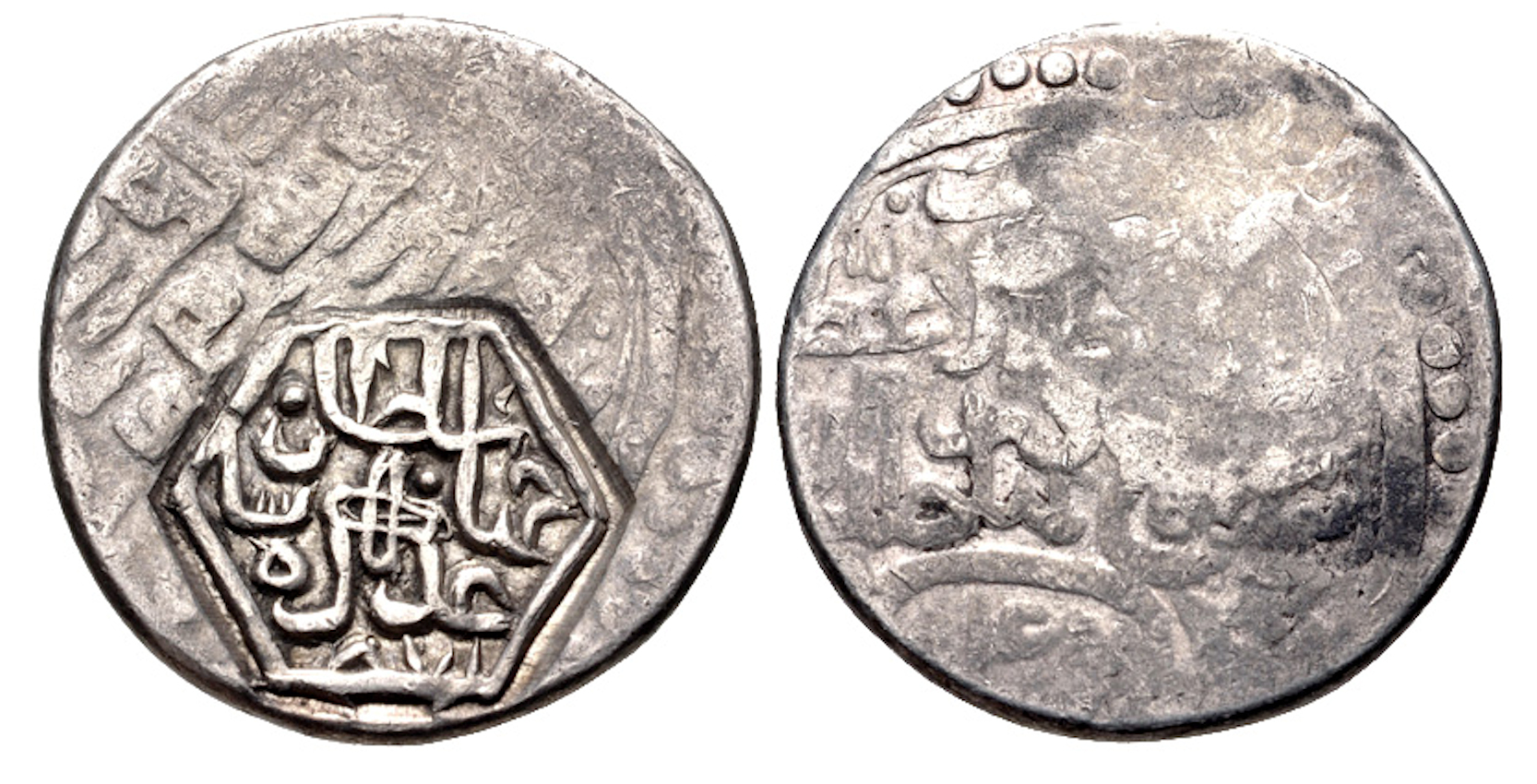
سکه جهانشاه که به روش روچاپ بر سکه تیموری در سال ۸۷۱ هجری تهیه شده.

جهانشاه با شاهرخ میرزای تیموری صلح کرد. با این حال، این صلح به سرعت از بین رفت. هنگامی که شاهرخ میرزا در سال ۱۴۴۷ درگذشت، ترکمن‌های قره‌قویونلو بخش‌هایی از عراق و سواحل شرقی شبه‌جزیرهٔ عربستان و همچنین غرب ایران را که تحت کنترل تیموریان بود ضمیمه قلمرو خود کردند. اگرچه در دوران حکومت او قلمروهای زیادی به دست آمد؛ اما پادشاهی جهانشاه توسط پسران یاغی و حاکمان تقریباً خودمختار بغداد که در سال ۱۴۶۴ آنها را اخراج کردند، با مشکل مواجه شد. اما، یک شکست فاجعه‌بار بود که منجر به مرگ جهانشاه و فروپاشی کنترل ترکمانان قره‌قویونلو در خاورمیانه شد. در سال ۱۴۶۸ میلادی، آق‌قویونلوها در اوج دوران خود تحت رهبری اوزون حسن (۱۴۵۲–۱۴۷۸)، قره‌قویونلوها را شکست دادند و تمام عراق، آذربایجان و غرب ایران را فتح کردند. جهانشاه در جنگ موس درگذشت. قره‌قویونلو تقریباً نابود شده بود و این‌بار حسنعلی میرزا به قدرت رسید. او به دست اوزون حسن کشته شد و پادشاهی قره‌قویونلوها نیز فروپاشید.

## دولت
تشکیلات دولتی قره قویونلو عمدتاً بر اساس پیشینیان خود، جلایریان و ایلخانیان بود. حاکمان قره قویونلو از زمان به تخت نشستن پیربوداغ توسط قره یوسف از عنوان سلطان استفاده می‌کردند. گاهی هم عنوان بهادر روی ضرب سکه ظاهر می‌شد. از القاب خان، خاقان و پادیشاه نیز استفاده می‌کردند.
قره‌قویونلوها با حفظ فرهنگ ایرانی از زبان فارسی برای دیپلماسی، شعر، و به عنوان زبان درباری استفاده می‌کردند. نامه‌های دیپلماتیک به تیموریان و عثمانی‌ها به زبان فارسی و مکاتبات با سلاطین ممالیک به زبان عربی بود. اسناد رسمی داخلی (فرمان یا سیورغال) نیز به فارسی نوشته می‌شد.
در تشکیلات ایالتی، ولایات توسط شاهزاده‌ها و بیگ‌ها اداره می‌شد که در هر یک از استان‌ها دیوان‌های کوچک‌تری داشتند. حکومت توسط فرمانداران نظامی (بیگ‌ها) عموماً از پدر به پسر منتقل می‌شد. در شهرها مقاماتی به نام داروغه بودند که به امور مالی و اداری رسیدگی می‌کردند و قدرت سیاسی هم داشتند. شاهزادگان و بیگ‌ها سربازان خود را داشتند که به آنها نوکر می‌گفتند که آموزش دیده و حقوق می‌گرفتند.
الگوی دیوان‌سالاری قراقویونلوها، دیوان‌سالاری دورهٔ ایلخانان بوده‌است؛ اگرچه جزئیاتی از دیوان‌سالاری آنان در دست نیست. در این دوره از دو دیوان تواجی به معنای فرماندهی نظامی و پروانجی، یعنی ریاست خزانه نام برده شده‌است.

## دین و فرهنگ
این حکومت از لحاظ فرهنگی یک حکومت ایرانی به حساب می‌آید. مطابق منابع عصر صفوی، قراقویونلوها پیرو مذهب شیعه بوده‌اند. در این مورد، اگرچه برخی از اعضای متأخر آن خاندان اسامی شیعی داشتند و گاه افسانه‌های سکه شیعی نیز وجود داشت، به نظر می‌رسد که هیچ مدرک محکمی برای پذیرش گرایش قطعی به تشیع در میان بسیاری از عناصر ترکمان آن زمان وجود ندارد. به گفته دانشنامه ایرانیکا، این موضوع که میان سنی‌گری آق‌قویونلوها و تشیع قره‌قویونلوها و صفویان تضاد بارزی وجود دارد، عمدتاً بر منابع متأخر صفوی استوار است و باید آن را مشکوک دانست. مسجد کبود تبریز از بناهای ساخته شده در دوران قراقویونلوها است.

## فهرست سلاطین قراقویونلو
| ترتیب | نام       | تصویر | سلطنت                     | تاج‌گذاری | تولد | مرگ | یادداشت |
| ----- | --------- | ----- | ------------------------- | -------- | ---- | --- | ------- |
| ۱     | قرامحمد   | –     | ۱۳۸۰ میلادی – ۱۳۸۹ میلادی |          |      |     |         |
| ۲     | قرایوسف   | –     | ۱۳۹۰ میلادی – ۱۴۲۰ میلادی |          |      |     |         |
| ۳     | قرااسکندر | –     | ۱۴۲۰ میلادی – ۱۴۳۵ میلادی |          |      |     |         |
| ۴     | جهانشاه   | –     | ۱۴۳۵ میلادی – ۱۴۶۷ میلادی |          |      |     |         |

## یادداشت
1. رنگ آبی روشن نشان دهنده بخش‌هایی از شرق عراق و مناطق کوچکی از سواحل جنوبی خلیج فارس در شبه‌جزیره عربستان است که برای مدت کوتاهی تحت فرمانروایی آنان بوده‌است.
2. ↑  رنگ آبی روشن نشان دهنده بخش‌هایی از شرق عراق و مناطق کوچکی از سواحل جنوبی خلیج فارس در شبه‌جزیره عربستان است که برای مدت کوتاهی تحت فرمانروایی آنان بوده‌است.

### فارسی
- شریک امین، شمیس (۱۳۵۷). فرهنگ اصطلاحات دیوانی دوران مغول. تهران: فرهنگستان ادب و هنر ایران.
- لمبتون، آن (۱۳۶۳). سیری در تاریخ ایران بعد از اسلام. ترجمهٔ یعقوب آژند. تهران: انتشارات امیرکبیر.

### انگلیسی
- Bauden, Frédéric (2019). "Diplomatic Entanglements between Tabriz, Cairo, and Herat: a Reconstructed Qara Qoyunlu Letter Datable to 818/1415".  In Bauden, Frédéric; Dekkiche, Malika (eds.). Mamluk Cairo, a Crossroads for Embassies:Studies on Diplomacy and Diplomatics. Brill.
- Bosworth, Clifford E. (1996). The New Islamic Dynasties (به انگلیسی). Columbia University Press.
- britannica (2024). "Kara Koyunlu | Turkmen tribal federation". Encyclopaedia Britannica (به انگلیسی). Retrieved 2020-12-28.
- Kadoi, Yuka (2019). Persian Art: Image-making in Eurasia (به انگلیسی). Edinburgh University Press.
- Kouymjian, Dickran (2004). "Armenia from the fall of the Cilician Kingdom (1375) to the forced emigration under Shah Abbas".  In Hovannisian, Richard G. (ed.). The Armenian People From Ancient to Modern Times, Volume I: The Dynastic Periods: From Antiquity to the Fourteenth Century (به انگلیسی). Palgrave Macmillan. ISBN 978-1-4039-6421-2.
- Lugal, Necati; Sümer, Faruk (2002). "KİTÂB-ı DİYARBEKRİYYE". İslâm Ansıklopedısı (به انگلیسی).
- Minorsky, V. (1954). "Jihān-Shāh Qara-Qoyunlu and His Poetry (Turkmenica, 9)". Bulletin of the School of Oriental and African Studies (به انگلیسی). 16 (2): 271–97. doi:10.1017/s0041977x00105981. JSTOR 609169. S2CID 154352923.
- Price, Massoume (2005). Iran's Diverse Peoples: A Reference Sourcebook (به انگلیسی). ABC-CLIO.
- Roemer, H. R. (1986). "The Turkmen dynasties".  In Lockhart, Laurence; Jackson, Peter (eds.). The Cambridge History of Iran, Volume 6: The Timurid and Safavid Periods. Cambridge: Cambridge University Press. ISBN 0-521-20094-6.
- Roy, Kaushik (2014). Military Transition in Early Modern Asia, 1400-1750 (به انگلیسی). Bloomsbury. Post-Mongol Persia and Iraq were ruled by two tribal confederations: Akkoyunlu (White Sheep) (1378–1507) and Qaraoyunlu (Black Sheep). They were Persianate Turkoman Confederations of Anatolia (Asia Minor) and Azerbaijan.
- Savory, R. M. (2009). "The Struggle for Supremacy in Persia after the death of Tīmūr". Der Islam (به انگلیسی). De Gruyter. 40: 35–65. doi:10.1515/islm.1964.40.1.35. S2CID 162340735.